# Hang Ghị Rằng
Hang Ghị Rằng hay còn được gọi là Hang Kỳ Rằng là hang động núi đá ở Quốc Toản, huyện Trùng Khánh, tỉnh Cao Bằng, Việt Nam.
Hang Ghị Rằng có một thảm thực vật rất phong phú và đa dạng. Hang có chiều dài tầm khoảng 1 km, có 2 cửa thông nhau, vòm hang cao, lòng hang rộng có sức chứa lên đến hàng trăm người. Hơn nữa là hang đã từng trải qua quá trình kiến tạo địa chất hơn 300 triệu năm.